# Бельевой бак

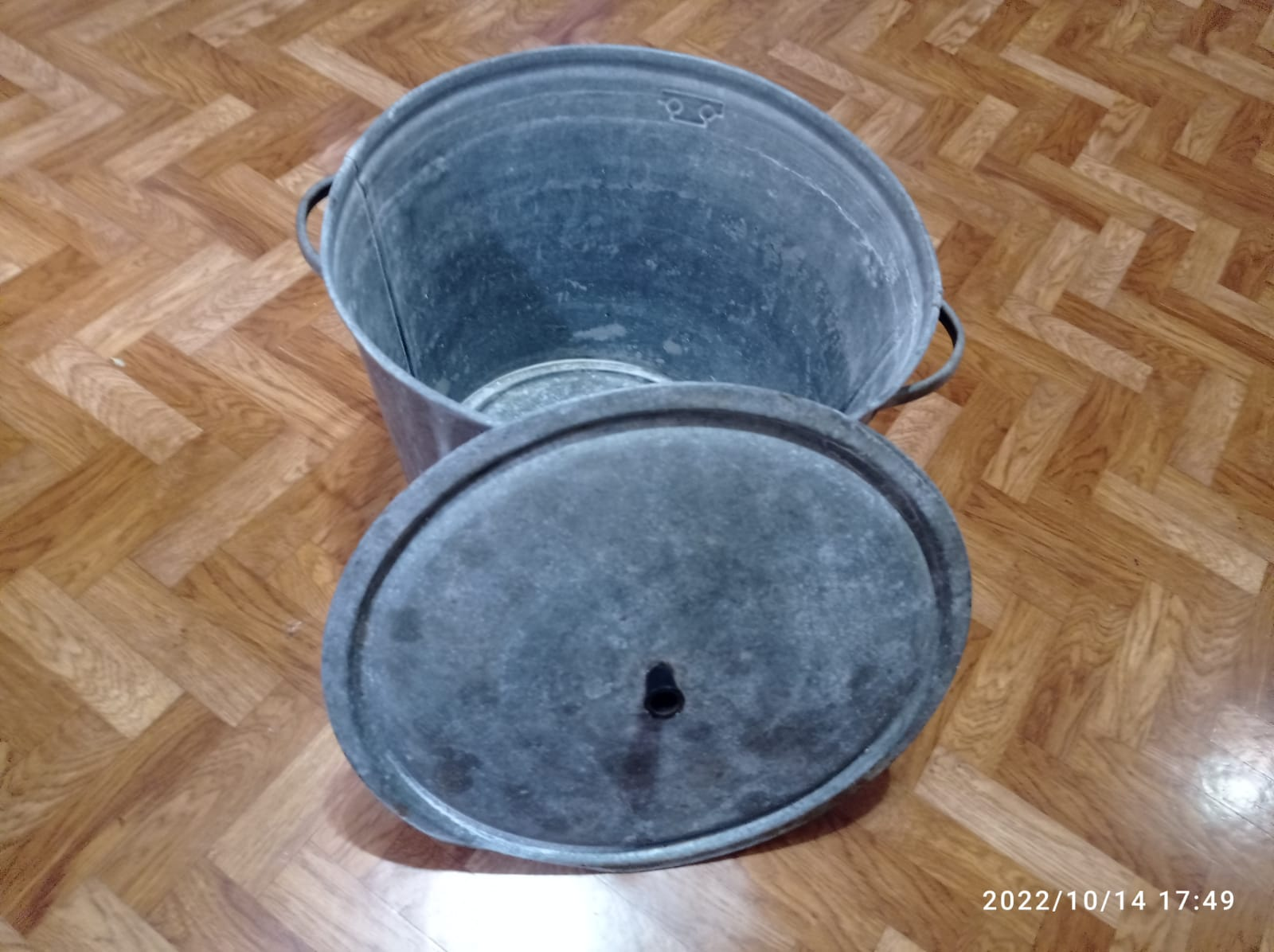
Советский бельевой бак

Бельевой бак — популярное в СССР приспособление для кипячения белья (выварка) со стиральным порошком или стружкой хозяйственного мыла в домашних условиях на кухонной газовой плите. Обычно кипячению подвергалось прочное белое постельное бельё и полотенца. К началу XXI века бельевые баки в России были вероятно повсеместно вытеснены стиральными машинами.
Бельевой бак представлял собой большого размера оцинкованную ёмкость из тонкой листовой стали конусной или цилиндрической формы с двумя ручками и крышкой. Объём бельевого бака варьировался: 22, 24, 32, 35 л. Бак обычно занимал на плите сразу несколько конфорок, а сам процесс затягивался на несколько часов. Бельё из бака на огне могло выкипать как молоко и поэтому нуждалось в постоянном присмотре и помешивании. Встречались также варианты с эмалированным покрытием. В качестве опции к бельевому баку могла прилагаться выпуклая решётка на дно бака, предохраняющая бельё от пригорания. В отсутствие решётки «Краткая энциклопедия домашнего хозяйства» 1960 года рекомендовала кипятить бельё в бельевом баке, поместив его в обычную наволочку или специально сшитый мешок. Также существовала модель бельевого бака с гейзерным грибком, за счёт которого усиливалась циркуляция моющего раствора и тем самым сокращалось время стирки. Для помешивания и извлечения белья из бельевого бака использовались деревянные щипцы.